# Косенко, Иван Сергеевич
Иван Сергеевич Косенко (1896—1976) — русский советский ботаник-флорист и геоботаник, исследователь сорной растительности рисовых полей.

## Биография
Родился 2 (15) ноября 1896 года в станице Фонталовской Темрюкского отдела Кубанской области. Учился в Александровском реальном училище, затем — в Петровской сельскохозяйственной академии в Москве и в Кубанском сельскохозяйственном институте в Екатеринодаре, окончил его в 1923 году. Работал на кафедре ботаники и систематики растений в звании ассистента, с 1935 года — доцент и заведующий кафедры ботаники Краснодарского института пищевой промышленности, с 1937 года — профессор.
И. С. Косенко руководил кабинетом по борьбе с сорной растительностью Всесоюзной рисовой опытной станции.
В 1942 году эвакуирован в Лазаревское. С 1943 по 1948 год И. С. Косенко являлся деканом агрономического факультета. После восстановления Кубанского сельскохозяйственного института, в 1951 году стал профессором и заведующим кафедрой ботаники.
В 1957 году по инициативе И. С. Косенко в Краснодаре был заложен дендрарий.
Скончался 6 июня 1976 года.

## Некоторые научные публикации
- Косенко, И. С. Ботанико-географическая характеристика районов табаководства Кубанского и Майкопского округов. — 1930. — 80 с. — (Почв.-агрон. и бот. обслед. Инст. Табаководства. Вып. 75).
- Косенко, И. С. Новые и малоизвестные виды рода Echinochloa P. B. из Южной Азии // Ботанические материалы гербария Ботанического института АН СССР. — 1949. — Вып. IX. — С. 38—47.

## Названы именем И. С. Косенко
- Улица Косенко в Прикубанском округе Краснодара
- Ботанический сад[1] в городе Краснодар возле КубГАУ